# Jean Follain
 (mai 2019).
Jean Follain, né le 29 août 1903 à Canisy et mort accidentellement le 10 mars 1971 à Paris, est un écrivain et poète français.
Son œuvre est l'une de celles qui ont le plus contribué à l'avènement d'une poésie nouvelle, dégagée de l'empreinte du surréalisme. Dès ses premiers écrits, il est habité par la volonté de « réconcilier la parole poétique et le monde des choses les plus simples, les plus quotidiennes ».

## Biographie
Jean Follain naît le 29 août 1903 dans le petit bourg de Canisy, au sud de Saint-Lô, dans la Manche, où il passe son enfance. Dès 1913, il fréquente le collège de Saint-Lô, où son père est professeur de sciences naturelles. En 1919, il séjourne à Leeds pour perfectionner, en vain, son anglais.
En 1921 entreprend des études de droit à la Faculté de Caen, effectuant en 1923 un premier voyage à Paris. Il est, pour raisons de santé, exempté de service militaire. En 1923-1924, il obtient le prix Desmonts, deuxième prix de droit civil.
Jean Follain se fixe l'année suivante à Paris, effectue un stage chez un avoué, et découvre les milieux littéraires. En 1927 il s'inscrit au Barreau de Paris, participe aux réunions du groupe “Sagesse”, animé par Fernand Marc, fait la connaissance d'André Salmon, Pierre Reverdy, Pierre Mac Orlan, Max Jacob et Armen Lubin. Il publie en 1933 son premier recueil, "Cinq poèmes", se lie avec Eugène Guillevic et Pierre Albert-Birot. Il se marie en 1934 avec la fille du peintre Maurice Denis, Madeleine, peintre elle-même sous le nom de Dinès. La même année, il rencontre Edmond-Marie Poullain. Il reçoit en 1939 le prix Mallarmé. Malgré sa très mauvaise vue, il est mobilisé en 1940 comme canonnier dans la DCA de Châteaudun. Jean Follain, qui reçoit en 1941 le prix Blumenthal, soutient ensuite les mouvements poétiques qui refusent l'ordre de Vichy.

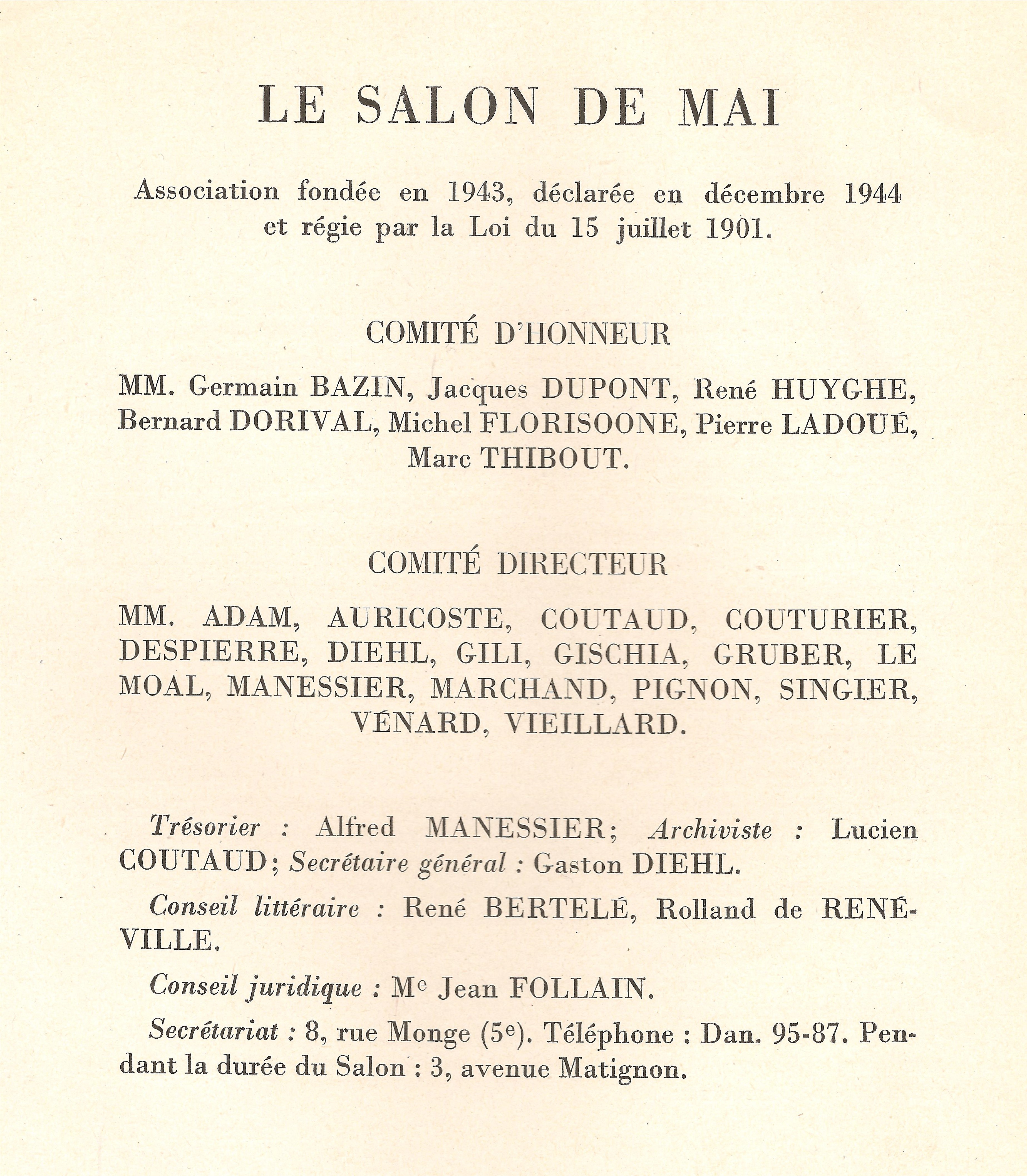
Premier Salon de Mai

En 1951 il abandonne sa carrière d'avocat, continuant de résider à Paris, pour un poste de magistrat au Tribunal de grande instance à Charleville. Membre du Comité du PEN club depuis 1949 il voyage à ce titre, en 1957, en Thaïlande et au Japon, et reçoit en 1958 le prix international de Capri. Multipliant les voyages, au Brésil, au Pérou et en Bolivie (1960), plus tard aux États-Unis (1966), en Côte d'Ivoire et au Sénégal (1967), il abandonne en 1961 la magistrature, participant assidûment aux Décades culturelles de Cerisy-la-Salle, tout proche de Canisy. Il reçoit en 1970 le grand prix de poésie de l'Académie française.
Il meurt à Paris le 10 mars 1971, alors qu'il rentre d'un banquet donné sur le bateau du Touring Club, renversé par une voiture peu après minuit, au débouché du tunnel sur le quai des Tuileries. Il est inhumé le 16 mars à Canisy.

## Analyse de l'œuvre
L’œuvre de Jean Follain débute avec des poèmes publiés en 1928 dans la revue Les Feuillets de Sagesse du groupe Sagesse, fondé par Fernand Marc. Sa première plaquette illustrée, Cinq poèmes avec cinq gravures à l'eau forte, est imprimée en 1932. Les Éditions Corrêa font paraître La Main chaude en 1933, Paris en 1935 et L’Épicerie d’enfance en 1938. Le Prix Mallarmé en 1939 est  le début de la reconnaissance d’un jeune poète. Gallimard qui devient son éditeur attitré publie Canisy (1942) et ensuite tous ses recueils de poésie, de prose et de poèmes en prose : Usage du temps (1943) – qui regroupe ses poèmes précédents – Exister (1947), Chef-lieu (1950), Territoires (1953), Tout instant (1957), Des heures (1960), Appareil de la terre (1964), D’après tout (1967), Espaces d’instants (1971) ainsi que Collège, demeuré inachevé, en 1973, deux ans après son décès.
La poésie de Jean Follain est pleine des réminiscences d’une enfance enchantée contée dans ses ouvrages en prose, L’Épicerie d’enfance, Canisy, Chef-lieu et Collège qui font revivre avec une douce nostalgie un monde disparu, celui de la Normandie rurale et catholique du XXe siècle.

### La singulière unité de l'œuvre poétique
Les poèmes du recueil Usage du temps sont parfois fantaisistes, plus narratifs et plus longs que les textes des recueils suivants.
Exister puis Territoires, ainsi que les recueils suivants, nous livrent des poèmes concentrés, très courts, de dix à vingt vers. L’œuvre s’assombrit ensuite. Les poèmes plus austères des derniers recueils : Des heures, Appareil de la terre, D’après tout et Espaces d’instants manifestent davantage ce fond d’angoisse existentielle présent depuis l’enfance, qu’accroît la peur du vieillissement et auquel il oppose vaillamment l’émerveillement de l’instant vécu.
Dans une lettre signée mais non datée, appartenant à Joë Bousquet, intitulée « Quelques réflexions sur la chose poétique », Jean Follain donne en quelques mots le dessein qu'il a formé pour sa poésie :
J'ai tenté en partant de l'anecdote et de la vue des plus simples objets de joindre, par le poème, l'éternel.
La plupart du temps et si j'obéis à mon véritable tempérament, je me sens tenu à ce que les phrases incluses dans mes œuvres gardent un sens strict et usuel perceptible à ceux-là mêmes qui ne sentiraient pas palpiter le poème enfermé dans ces phrases.

### Madeleine et les recueils posthumes
Madeleine Follain-Dinès, dans l’intention de continuer à faire vivre l’œuvre de son mari après son décès, décide de « terminer » les ébauches des poèmes qu’il a laissées. Les trois recueils posthumes, Présent jour, Ordre terrestre et Comme jamais, parus donc après 1971 sont le fruit d’une réécriture de l’épouse du poète. C’est en consultant le dossier de Comme jamais déposé par Madeleine dans le fonds Doucet qu’Élodie Bouygues, l'ayant-droit du poète, fait cette constatation jamais mise en lumière avant elle.

## Hommage
Un premier « prix Jean-Follain » a été fondé peu après sa mort, dans le cadre des Rencontres poétiques du Mont-Saint-Michel.
L’Association « Lire à Saint-Lô » et la Ville de Saint-Lô avec le concours de la Direction régionale des Affaires culturelles de Basse-Normandie, du Centre régional des Lettres de Basse-Normandie, du Conseil général de la Manche, organisent depuis 1989 un concours littéraire bisannuel « prix Jean Follain de la ville de Saint-Lô ».

## Œuvres
Liste non exhaustive
- Cinq poèmes, avec cinq gravures de Ponce, La Rose des Vents, 1933.
- La Main chaude, avec une introduction d'André Salmon, Corréa, 1933.
- L’Année poétique n°1, Éditions des Trois Magots, 1934.
- Huit poèmes, Debresse, 1935.
- Paris, Corréa, 1935.
- Le Gant rouge, Sagesse, 1936.
- La Visite du domaine, avec un dessin de Géa Augsbourg, G. L. M., 1936.
- Chants terrestres, Denoël, 1937 - Prix Mallarmé.
- L’Épicerie d'enfance, Corréa, 1938.
- Poètes n° 1, avec une introduction de Yanette Delétang-Tardif, Éditions Beresniack, 1941.
- Ici-bas, Éditions Du Journal des Poètes, 1941.
- Canisy, Gallimard, 1942.
- Inventaire, Cahiers de Rochefort, 1942.
- Usage du temps suivi de Transparence du monde, Gallimard, 1943.
- Exister, Gallimard, 1947.
- Chef-lieu, Gallimard, 1950.
- Les Choses données, Seghers, 1952.
- Territoires, Gallimard, 1953.
- Palais souterrain, Pah, 1953.
- Objets, Éditions Rougerie, 1955.
- Tout instant, Gallimard, 1957.
- Jean-Marie Vianney, Curé d'Ars, Plon, 1959.
- Des heures, Gallimard, 1960.
- Notre monde, avec des illustrations de Flora Klee-Palyi, Éditions R. Atteln, Wulfrath, 1960.
- Poèmes et prose choisis, Gallimard, 1961.
- Appareil de la terre, avec des lithographies de Charles Lapicque, Galanis, 1962.
- Divorce et séparation de corps, Sirey, 1962.
- Appareil de la terre, Gallimard, 1964.
- Pérou, Rencontre, 1964.
- Cheminements, Club du Poème, (Genève), 1964.
- Célébration de la pomme de terre, Robert Morel, 1966; Deyrolle Éditeur, 1997.
- Nourritures, avec des illustrations de Jean Carzou, éditions de luxe du Groupe Libre Création, 1965.
- Petit glossaire de l'argot ecclésiastique, Jean-Jacques Pauvert, 1966.
- Napoléon, Hernçs, 1967.
- D'après tout, Gallimard, 1967.
- Pierre Albert-Birot, Poètes d'aujourd'hui, Pierre Seghers, 1967.
- Exister, suivi de Territoires, avec une préface d'Henri Thomas, Poésie/Gallimard, 1969.
- Approches, avec des illustrations de L. Chantrell, Vodaine, 1969.
- Éclats du temps, avec des illustrations de Staritsky, G. Duchêne, 1971.
- Espaces d'instants, Gallimard, 1971.

Publications posthumes
- Pour exister encore, avec des sérigraphies de Claude Maréchal, Société Silium, 1972.
- Collège, préface de Marcel Arland, Gallimard, 1973.
- Canisy, illustré de lithographies de Pierre-Eugène Clarin, Société des Bibliophiles de France et de Normandie, 1974.
- Comme jamais, Éditeurs français réunis, 1976.
- Fakkoir vivre, avec des illustrations de Damville,  Commune mesure, 1976.
- Noir des carmes,  avec des illustrations de Coulon, Commune mesure, 1976.
- Le Pain et la boulange, La Feugraie, 1977
- Présent jour, avec 36 dessins originaux de Denise Esteban, Galanis/Fata Morgana, 1978.
- Paris, 1978, présenté par Gil Jouanard, Phébus, 1978.
- Les Uns et les Autres, Rougerie, 1981.
- L'érotisme d'avant 1914, Pierre Reverdy, Maurice Denis, dans "Poésie Présente" - Cahiers trimestriels de poésie no 39 - Rougerie, juin 1981
- Cérémonial bas-normand, Éditions Fata Morgana, 1982.
- Usage du temps, Poésie/Gallimard, 1983  (ISBN 2070322440).
- La Table, Fata Morgana, 1984.
- Canisy suivi de Chef-lieu, Poésie/ Gallimard, 1986  (ISBN 2070707520).
- Ordre terrestre, préface d'André Frénaud, Fata Morgana, 1986.
- Agendas 1926-1971, Édition établie et annotée par Claire Paulhan, Seghers, 1993, reprise, sous nouvelle couverture rempliée vert mousse, par les Éditions Claire Paulhan, 1999.  (ISBN 2232102904)[8].

## Jugements
« Décrits, saisis dans ses poèmes, une scène, un événement du présent sont comme s'ils nous avaient déjà échappé; le temps les déborde de toutes parts ; leur rayonnement discret, mais unique, nous parvient à travers une glace infranchissable, et nous les voyons avec les yeux de ceux qui viendront après nous ; ce sont des pans demeurés debout d'une réalité déjà détruite. Pour Jean Follain, tout événement, toute vision appartient à un passé virtuel, comme s'il ne pouvait vivre et voir qu'à reculons. »
Luc Decaunes
« C'est durant la Seconde Guerre mondiale, et plus particulièrement en 1942 et 1943, que se sont révélés les trois principaux poètes de l'objet : Francis Ponge, Eugène Guillevic et Jean Follain. (…) Jean Follain – comme Guillevic – remettait en cause les rapports de l'homme avec son univers ambiant. Cette intériorisation faisait de lui un philosophe de l'imaginaire et un poète ennemi des grandes démonstrations romantiques. »
Alain Bosquet, dans Le Monde, Paris, 11 mars 1971
« De sa génération, Follain a été le premier à écrire en dehors du surréalisme, sinon contre lui. Peut-être parce que, comme moi, il avait vécu longtemps à la campagne. Et la campagne d'abord, c'est le silence. Le surréalisme a produit beaucoup de bruit. Le silence nous a donné une approche des mots. Pour nous, le mot se détache du silence. »
Eugène Guillevic, dans Lire Follain, Presses Universitaires de Lyon, 1981
« Il est à la fois le Jean-Henri Fabre du souvenir méticuleux et le Wang Wei de l'immobilité contemplative, celui qui livre les choses sans les commenter ni les enjoliver (…) Lui, grand consignateur, n'interprète pas : il délivre. »
Gil Jouanard, dans D'après Follain, Deyrolle, 1997

## Décorations
- Chevalier de la Légion d'honneur (1950)[9]
- Chevalier de l'ordre des Arts et des Lettres (1957)[10]